# Park Kleciński
Park Kleciński we Wrocławiu – park położony w południowej części Wrocławia, na osiedlu Krzyki-Partynice. Obecna nazwa parku obowiązuje na podstawie § 1 pkt 10 uchwały nr LXXI/454/93 Rady Miejskiej Wrocławia z dnia 9 października 1993 roku w sprawie nazw parków i terenów leśnych istniejących we Wrocławiu. Powierzchnia parku wynosi 9 ha. Znajduje się tu między innymi amfiteatr i plac zabaw dla dzieci, boisko do piłki nożnej oraz psi plac zabaw.
Park położony jest pomiędzy ulicami: Karkonoską, Partynicką, Skrajną i Przyjaźni. Południowo-zachodnią granicę Parku Klecińskiego stanowi rzeka Ślęza. Na północno-zachodnim krańcu parku znajduje się Most Kleciński, a na południowo-zachodnim – Most Partynicki.